# Kateřina Emmons
Kateřina Emmons z domu Kateřina Kůrková (ur. 17 listopada 1983 w Pilźnie) – czeska zawodniczka w strzelectwie specjalizująca się w konkurencji karabinka pneumatycznego 10 m, złota i srebrna (2008), wcześniej brązowa (2004) medalistka igrzysk olimpijskich, mistrzyni i wicemistrzyni świata, dwukrotna mistrzyni Europy.
Brązowa medalistka z Aten 2004, w Pekinie 2008 Emmons wyrównała rekord świata, 504.9 punktów. Po drodze ustanowiła rekord olimpijski, 503.5 punktów, w trakcie czego stała się pierwszą zawodniczką w historii igrzysk olimpijskich, która zarobiła perfekcyjne 10 we wszystkich 40 strzałach oddanych podczas kwalifikacji.
Jest córką mistrza strzelania Petra Kůrki. Nazwisko Emmons jest jej zamężnym (2007), po Matthew Emmons, amerykańskim olimpijczyku, także w strzelaniu, którego poznała na olimpiadzie w Atenach 2004 po tym, jak spudłował tak sensacyjnie, że jego pocisk przebił cel ustawiony dla innego zawodnika na pobocznym torze. Kateřina (wtedy Kůrková) brała udział jako ekspert w relacji z jego zawodów dla czeskiej telewizji. Matthew Emmons wygrał złoty medal w Atenach w innej konkurencji, i uczestniczył także na IO 2008 w Pekinie w reprezentacji USA, gdzie zdobył srebrny medal.
Złota z 2002 roku i srebrna z 2006 roku medalistka mistrzostw świata w konkurencji karabin pneumatyczny 10 m.
Czterokrotna medalistka mistrzostw Europy seniorów w konkurencji karabin pneumatyczny 10 m - dwukrotna mistrzyni (2004, 2007), wicemistrzyni w 2008 i brązowa medalistka z 2006 roku.